# 利斯瓦爾塔河
51°02′50″N 19°02′09″E / 51.0473°N 19.0358°E

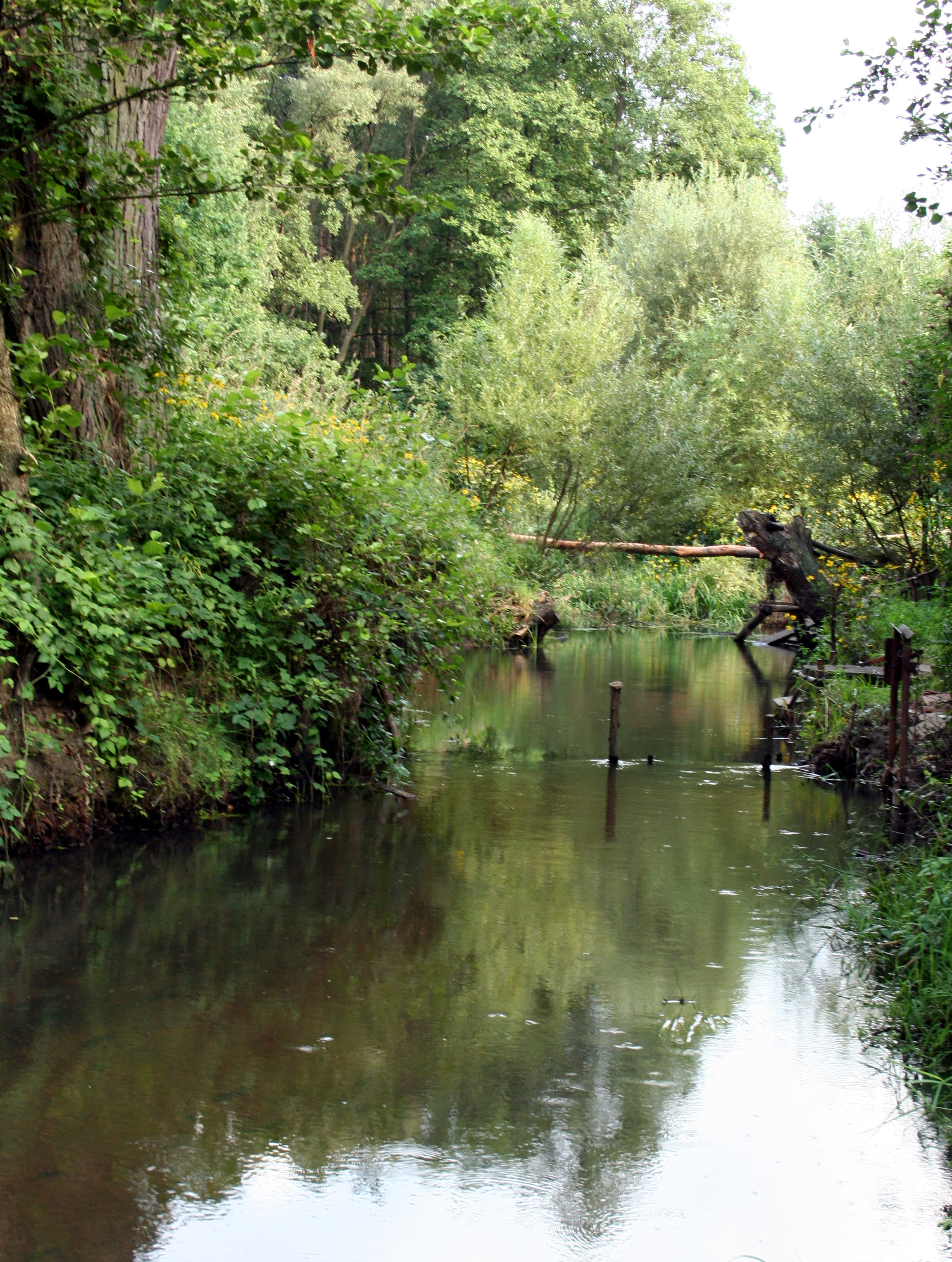

利斯瓦爾塔河是波蘭的河流，位於該國中南部，處於西里西亞省，屬於瓦爾塔河的左支流，河道全長93公里，流域面積1,558平方公里。